# 埃斯勒·德寧
埃斯勒·马伯利·德宁爵士（英語：Sir Esler Maberley Dening，1897年4月21日—1977年1月29日），英国外交官和軍事人物，曾參加一戰和二戰，他也是二戰戰後首位英國驻日本大使。

## 作品
- 《Japan》（1960年）
- 《The Life of Toyotomi Hideyoshi》（1971年）[3]